# Edgar Papu
Edgar Papu (Edgard I. Pappu) (n. 13 septembrie/26 septembrie 1908, București- d. 30 martie 1993) a fost un eseist și critic literar român, profesor universitar, ales ca membru post-mortem al Academiei Române (în 2006). Este considerat unul dintre cei mai importanți comparatiști români postbelici, autorul unor studii de literatură universală și teorie literară. Una dintre cărțile sale fundamentale este Barocul ca tip de existență (1977).

## Biografie
Se naște în 1908 la București din părinți contabili (Iacob Pappu și Italia Pappu, născută Bettelli).
Între 1915-1927 învață la gimnaziul și liceul la Colegiul "Sf. Sava" din București, apoi urmează Facultatea de Litere și Filozofie între 1927-1931, 1928-1932. În 1930 audiază cursuri la Universitatea din Viena iar în 1932 la Instituto Interuniversitario Italiano din Florența. În 1934 urmează cursuri de istoria artei italiene la Perugia. Între 1935-1937 își pregătește lucrarea de doctorat la Viena cu profesorul Friederich Kainz, lucrare susținută în România (Formele deschise în artă). Mai târziu devine profesor la Liceul Național din Iași iar apoi profesor de estetică la Universitatea din București.
În 1951 se căsătorește cu Angela Pappu, inginer chimist, iar în 1956 se naște unicul fiu Vlad-Ion Pappu, cunoscut eseist. La 15 decembrie 1961 este arestat, fiind acuzat de "înaltă trădare" și condamnat la opt ani de închisoare. I se confiscă averea și face închisoare la Bacău în grajdurile din apropierea orașului. După eliberarea sa în 1964 duce o viață de om marginalizat, nemaifiind primit la Universitate. Scriitorii grupați în jurul revistelor Luceafărul și Săptămâna îl vor convinge să gireze cu prestigiul său de intelectual umanist protocronismul (curent de idei care afirmă în mod nejustificat anticiparea românească a unor creații artistice și științifice universale).
Se stinge din viață pe data de 30 martie 1993 la București. În 2006, Edgar Papu a fost ales post-mortem ca membru al Academiei Române.
A fost fratele scriitoarei Letiția Papu.

## Lucrări (selectiv)
- Barocul ca tip de existență, București, 1977
- Din clasicii noștri, Editura Eminescu, București, 1977
- Orizonturi la început de veac, Editura Eminescu, București, 1982
- Motive literare românești, Editura Eminescu, București, 1983
- Apolo sau ontologia clasicismului, Editura Eminescu, București, 1985
- Despre stiluri, Editura Eminescu, București, 1986
- Lumini perene, Editura Eminescu, București, 1989
- Excurs prin literatura lumii, Editura Eminescu, București, 1990